# 44e cérémonie des Golden Horse Film Festival and Awards
La 44e cérémonie des Golden Horse Film Festival and Awards s'est déroulée le 8 décembre 2007 au Taoyuan Arts Center à Taoyuan, Taïwan. Organisé par le Taipei Golden Horse Film Festival Executive Committee, ces prix récompensent les meilleurs films en langue chinoise de 2006 et 2007.

## Palmarès

### Meilleur film
- Lust, Caution de Ang Lee
  - What on Earth Have I Done Wrong?! de Doze Niu
  - Getting Home de Zhang Yang
  - The Home Song Stories de Tony Ayres
  - Filatures de Yau Nai-hoi

### Meilleur réalisateur
- Ang Lee pour Lust, Caution
  - Jiang Wen pour Le soleil se lève aussi
  - Derek Yee pour Protégé
  - Yau Nai-hoi pour Filatures

### Meilleur acteur
- Tony Leung Chiu-wai pour Lust, Caution

### Meilleure actrice
- Joan Chen pour The Home Song Stories

### Meilleur acteur dans un second rôle
- Tony Leung Ka-fai pour The Drummer

### Meilleure actrice dans un second rôle
- Fan Bingbing pour The Matrimony